# Williams FW17
Chronologie des modèles (1995)
Williams FW16 Williams FW18
La Williams FW17 est la monoplace de Formule 1 engagée par l'écurie Williams F1 Team dans le cadre du championnat du monde de Formule 1 1995. Elle est pilotée par les pilotes britanniques Damon Hill et David Coulthard. La FW17 est propulsée par un moteur V10 Renault et chaussée de pneus Goodyear.

## Historique

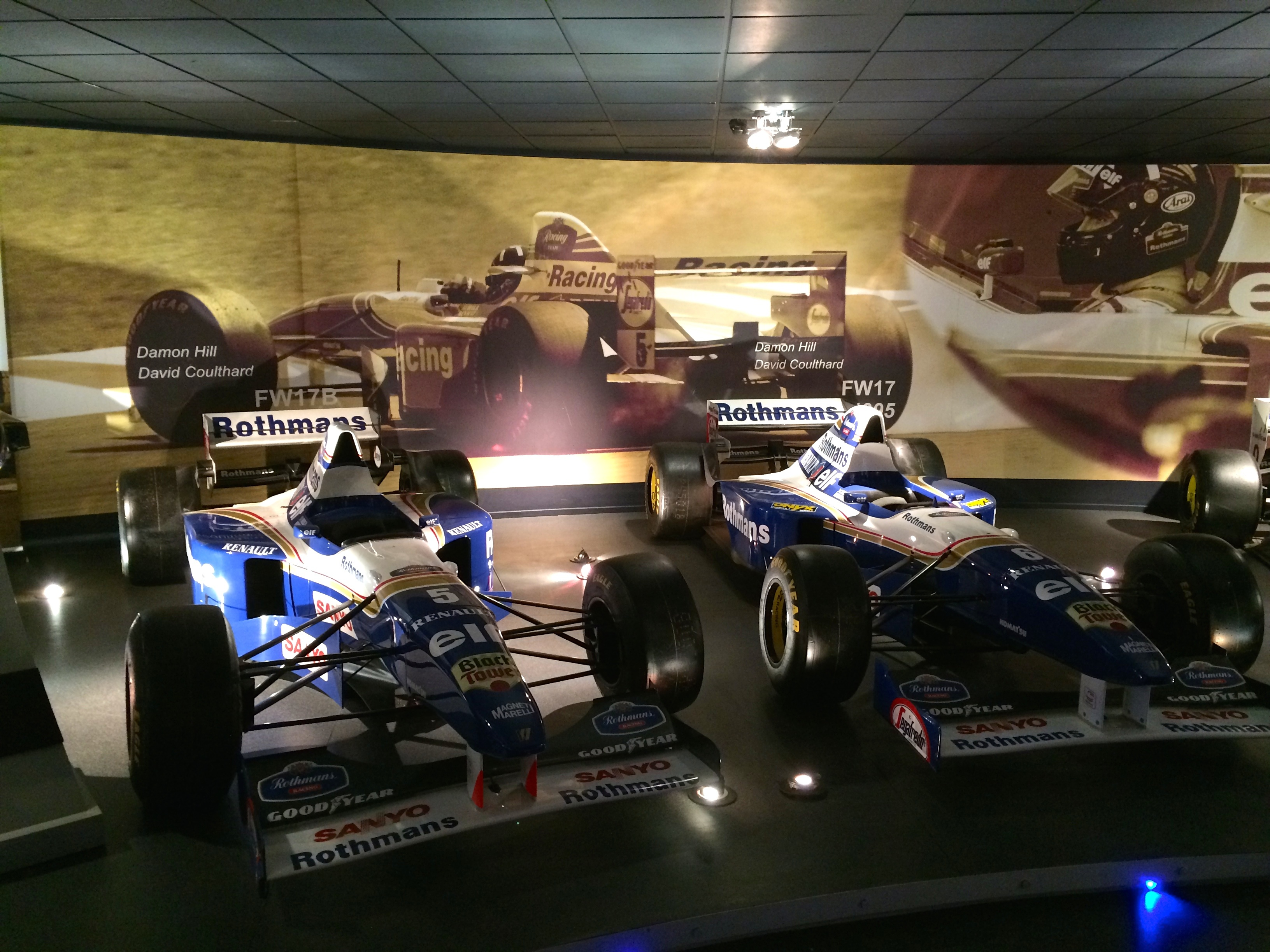
Les Williams FW17 de Hill et Coulthard en exposition.

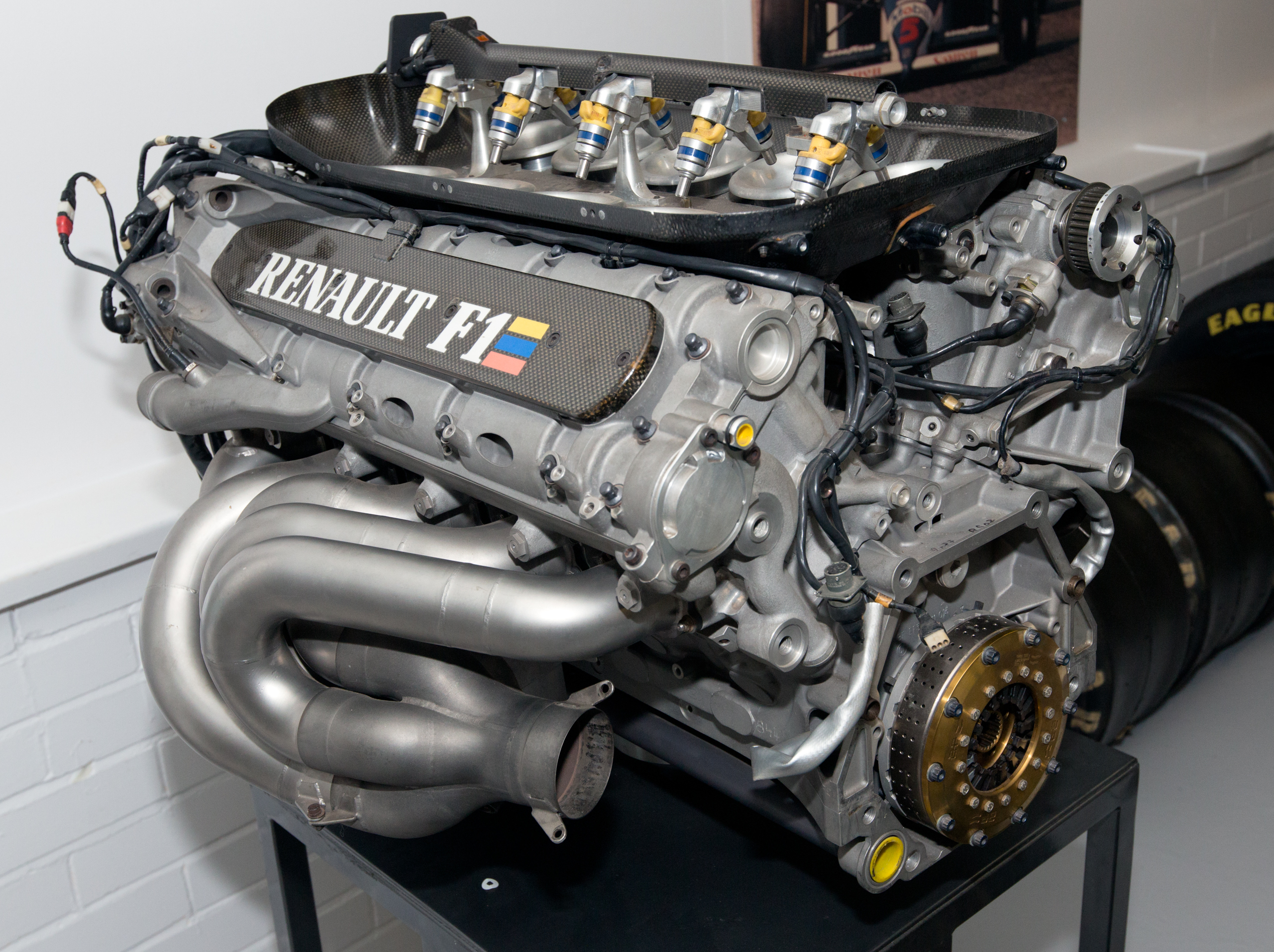
Le moteur V10 Renault RS7 équipant les Williams FW17.

Après le double choc de la mort d'Ayrton Senna et de la perte du titre des pilotes au profit de Michael Schumacher, Williams aborde la saison 1995 avec un esprit de revanche.
Dès la manche d'ouverture, au Brésil Hill réalise la pole position mais abandonne sur bris de suspension, laissant la victoire à son rival Michael Schumacher (Benetton disposant désormais du même V10 Renault que Williams), David Coulthard terminant deuxième ; cependant, leurs voitures ne marquent aucun point en raison de l'utilisation d'une essence non conforme : si Coulthard est deuxième avec six points, le compteur de Williams demeure vierge,,. En Argentine, Williams monopolise la première ligne, Coulthard obtenant sa première pole position ; Hill s'impose après l'abandon de son équipier,. Il remporte le Grand Prix de Saint-Marin devant les Ferrari de Jean Alesi et Gerhard Berger, et prend la tête du championnat du monde des pilotes pour six points tandis que Williams et Ferrari sont à égalité de points (23) chez les constructeurs,. 
Les deux Grands Prix suivants sont remportés par Schumacher et seule la Williams de Hill est à l'arrivée, quatrième en Espagne, et deuxième à Monaco,. Il a alors cinq points de retard sur l'Allemand (34 à 29) tandis que Williams est à quatre unités de Benetton (36 à 32), et devance Ferrari d'un point. Au Canada, aucune Williams ne marque, abandonnant toutes les deux, alors que Schumacher termine cinquième et qu'Alesi, sur sa Ferrari, remporte la seule victoire de sa carrière. Hill accuse sept points de retard sur l'Allemand tandis que Williams se retrouve troisième avec neuf points de retard sur Ferrari. En France, Grand Prix à domicile de Renault, Hill et Coulthard accompagnent Schumacher sur le podium pour le premier triplé du moteur français en Formule 1. Hill se retrouve alors à onze points de Schumacher tandis que Williams revient à six points de la tête, à nouveau occupée par Benetton.

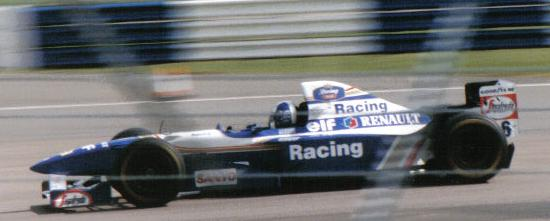
David Coulthard à bord de la Williams FW17 au Grand Prix de Grande-Bretagne 1995.

À Silverstone, Schumacher et Hill, en lutte pour la victoire, s'accrochent et abandonnent. Coulthard termine troisième d'une course remportée par Johnny Herbert, le coéquipier de l'Allemand. La deuxième place d'Alesi permet à Ferrari de repasser devant Williams, qui accuse alors 12 points de retard sur Benetton (58 à 46). En Allemagne, Hill réalise la pole position devant Schumacher, s'élance parfaitement mais part à la faute dès le deuxième tour,. Cet abandon, qui sème le doute dans l'esprit de Hill, des supporters britanniques et de l'équipe Williams quant à sa capacité à devenir champion du monde, mêlé à la victoire de Schumacher devant Coulthard, relègue le Britannique à 21 points du champion du monde en titre et Williams, toujours troisième, à 19 points de Benetton (71 à 52).
En Hongrie, les Williams renouent avec la victoire et réalisent un doublé (Hill-Coulthard) après avoir monopolisé la première ligne,. Avec l'abandon de Schumacher, Hill revient à 11 points (56 à 45) et Williams à six points de Benetton (74 à 68). L'Allemand rectifie le tir en s'imposant en Belgique devant le Britannique. À Monza, le scénario de Silverstone se répète, avec une seconde auto-élimination de Hill et Schumacher et la victoire de Herbert. À cinq Grands Prix de la fin de la saison, Hill a 15 points de retard sur l'Allemand (66 à 51) et Williams 20 sur Benetton (94 à 74).
Au Portugal, où Williams engage une version B de la FW17 pour concurrencer la Benetton B195 de Schumacher, Coulthard réalise la pole position et remporte sa première victoire, devant Schumacher et Hill,,. Ainsi, si le vice-champion du monde en titre concède encore deux points à son rival, accusant un retard de 17 points (72 à 55), Williams revient à 12 points de Benetton (100 à 88). Cette évolution de la FW17 semble porter ses fruits, et les espoirs de titres restent permis, d'autant que les Williams sont encore en première ligne en Europe et au Pacifique à TI Aida, mais Schumacher s'impose et devient champion du monde,,. À Suzuka, il s'impose à nouveau quand Herbert est troisième et qu'aucune Williams ne voit l'arrivée. Benetton remporte le titre chez les constructeurs, mettant un terme à la série de trois titres constructeurs consécutifs de Williams entamée en 1992.
En première ligne d'un Grand Prix d'Australie sans enjeu, les Williams s'imposent grâce à Damon Hill tandis que David Coulthard abandonne sur accident,.
Damon Hill termine à nouveau deuxième du championnat, avec 69 points (102 pour Schumacher), devant son équipier, troisième avec 49 points, tandis que Williams se classe deuxième avec 112 points, 25 de moins que Benetton. La FW17B n'a pas permis à l'équipe de Grove de conserver son titre constructeurs, cher à Frank Williams, ni de renouer avec le titre pilotes mais a représenté un important progrès par rapport à la FW17 et une excellente base pour la FW18 dominatrice de 1996,.

## Résultats en championnat du monde de Formule 1
| Saison | Écurie                    | Moteur          | Pneus    | Pilotes         | Courses | Courses | Courses | Courses | Courses | Courses | Courses | Courses | Courses | Courses | Courses | Courses | Courses | Courses | Courses | Courses | Courses | Points inscrits | Classement |
| Saison | Écurie                    | Moteur          | Pneus    | Pilotes         | 1       | 2       | 3       | 4       | 5       | 6       | 7       | 8       | 9       | 10      | 11      | 12      | 13      | 14      | 15      | 16      | 17      | Points inscrits | Classement |
| ------ | ------------------------- | --------------- | -------- | --------------- | ------- | ------- | ------- | ------- | ------- | ------- | ------- | ------- | ------- | ------- | ------- | ------- | ------- | ------- | ------- | ------- | ------- | --------------- | ---------- |
| 1995   | Rothmans Williams Renault | Renault RS7 V10 | Goodyear |                 | BRÉ     | ARG     | SMR     | ESP     | MON     | CAN     | FRA     | GBR     | ALL     | HON     | BEL     | ITA     | POR     | EUR     | PAC     | JAP     | AUS     | 112             | 2e         |
| 1995   | Rothmans Williams Renault | Renault RS7 V10 | Goodyear | Damon Hill      | Abd     | 1er     | 1er     | 4e      | 2e      | Abd     | 2e      | Abd     | Abd     | 1er     | 2e      | Abd     | 3e      | Abd     | 3e      | Abd     | 1er     | 112             | 2e         |
| 1995   | Rothmans Williams Renault | Renault RS7 V10 | Goodyear | David Coulthard | 2e      | Abd     | 4e      | Abd     | Abd     | Abd     | 3e      | 3e      | 2e      | 2e      | Abd     | Abd     | 1er     | 3e      | 2e      | Abd     | Abd     | 112             | 2e         |

Légende : ici 